# Фокир, Фрэнсис
Фрэнсис Фокир (англ. Francis Fauquier; 1703 — 3 марта 1768) — британский колониальный чиновник, вице-губернатор колонии Вирджиния, который исполнял обязанности губернатора с 1758 по 1768 год в отсутствие губернаторов лорда Лоудона и Амхерста. Он вступил в должность в самый разгар Войны с французами и индейцами, и ему пришлось заниматься обороной колонии и формированием колониального ополчения. В дни Кризиса гербового акта он встал на сторону британского правительства и распустил Ассамблею колонии за принятие резолюций, осуждающих акт. Фокир старался поддерживать хорошие отношения с элитой колонии и был близким другом Томаса Джефферсона.
Вирджинский округ Фокир был назван в его честь.

## Ранние годы
Фокир родился в Лондоне, предположительно незадолго до своего крещения, которое произошло 11 июля 1703 года в церкви Святого Андрея. Он был сыном Джона Фрэнсиса Фокира и Элизабет Чэмберлен. Его отец был французским эмигрантом, гугенотом, и служил при монетном дворе под началом Исаака Ньютона. В начале правления Георга I он курировал выпуск медных монет. В момент своей смерти в 1726 году он был директором банка Англии и завещал своему сыну £5,000 в акциях банка и ещё £20,000 в акциях Компании южных морей. Фокир-младший изучал латынь, литературу, музыку и естественные науки. В 1729 и 1730 годах он продал свои банковские акции и, вероятно, в это самое время, женился на Кэтрин Дэлстон. Используя своё наследство, а так же выгодные связи через свою жены и своих сестёр (через которых он породнился с семьёй Уолластон), Фокир вёл достаточно комфортную и обеспеченную жизнь. С 1748 по 1757 год он служил директором Кампании южных морей с годовым доходом £150. В 1753 году он был избран в Лондонское королевское общество, а через пять лет стал членом-корреспондентом Королевского общества искусств.

## Работы
- Fauquier, Francis. An essay on ways and means for raising money for the support of the present war, without increasing the public debts. — London: M. Cooper, 1756. — 56 p.